# 吏部员外郎
吏部员外郎，吏部的属官。
- 隋唐五代宋吏部第一司吏部司的副长官。隋朝开皇六年（586年），設員外郎一人，負責本曹籍帐，侍郎缺就代理曹事。大业三年（607年），废除，设选部承务郎负责他的职务。唐朝武德三年（620年）恢复，设二人，从六品。一个管理选人解状、簿书、资历和考课，称为判南曹，另一个掌管本曹事务，称为判废置。唐高宗、武则天时，一度改称司列员外郎、天官员外郎。五代十国沿置。北宋为六品寄禄官，不管理吏部的事情。元丰改制後，尚书左右选、侍郎左右选各设员外郎依然，协助尚书、侍郎管理文武官铨选，以资序不到知府以上的官员担任，正七品，有时冠以尚左、尚右、侍左、侍右字样。
- 辽金元明清吏部的佐贰官。辽朝的南面官，不分司。金朝吏部员外郎，在尚书、侍郎、郎中之下，分判曹务、参议选事。从六品。元朝沿置。明朝改为正六品，之后废除，分为四清吏司。清朝初年一度设置。
- 吏部各司员外郎的统称。隋唐五代宋吏部吏部司、司封司、司勋司、考功司四司的员外郎，明清文选（总部、选部）、验封、考功、稽勋四清吏司的员外郎。